# آشنایی اتفاقی چاقالو
آشنایی اتفاقی چاقالو (انگلیسی: Fatty's Chance Acquaintance) یک فیلم کوتاه کمدی به کارگردانی و بازیگری راسکو آرباکل است که در سال ۱۹۱۵ منتشر شد.

## گزیدهٔ بازیگران
- راسکو آرباکل
- بیلی بنت
- هری مک‌کوی
- مینتا دارفی
- فرانک هیز
- گلن کاوندر
- تد ادواردز